# أثر جائحة فيروس كورونا على اللاجئين
ظهرت أزمة جائحة فيروس كورونا المستجد في مخيمات اللاجئين والنازحين، ويبدو أنه من المستحيل اتباع التدابير الموصى بها لمنع انتشار فيروس كورونا المستجد (كوفيد-19) مثل الحجر الذاتي والتباعد الاجتماعي بسبب ظروف الازدحام والاكتظاظ داخل المجيمات؛ مما يستوجب عليهم لحماية أنفسهم ممارسة طرق جيدة لحفظ النظافة، واتباع التوصيات المحدّثة الصادرة عن الحكومات بانتظام.

## موقف المفوضية السامية لشؤون اللاجئين لحماية اللاجئين من فيروس كورونا المستجد
أعتبرت المفوضية السامية للأمم المتحدة لشؤون اللاجئين أن الجميع معرضون للخطر في مواجهة أزمة فيروس كورونا المستجد. فقد أظهر الفيروس أنه لا يميز بين أحد– فيما يجد العديد من اللاجئين والنازحين قسراً وعديمي الجنسية والمهاجرين أنفسهم بدرجة أعلى من الخطر.وتستضيف المناطق النامية ثلاثة أرباع اللاجئين حول العالم والعديد من المهاجرين، حيث تعاني الأنظمة الصحية فيها من الإرهاق وضعف في القدرات. ويعيش الكثير منهم في مخيمات مكتظة أو مخيمات عشوائية ومآوٍ مؤقتة أو مراكز استقبال، حيث يفتقرون إلى الخدمات الصحية والمياه النظيفة والصرف الصحي.
وأعتبرت المفوضية أن إيقاف اللاجئين والمهاجرين المحتجزين في مراكز احتجاز رسمية وغير رسمية، وفي أوضاع مزدحمة وغير صحية، أمر يبعث على قلق بالغ. وبالنظر إلى العواقب الفتاكة التي قد تترتب على انتشار فيروس كورونا، فمن الواجب إطلاق سراحهم دون تأخير. وينبغي إطلاق سراح الأطفال المهاجرين وأسرهم وأولئك المحتجزين دون أسس قانونية كافية على الفور.
وأشارت المفوضية في بيان أصدرته إلى أنه لا يمكن السيطرة على هذا المرض إلا إذا كان هناك نهج شامل يحمي حقوق كل فرد في التمتع بالحياة والصحة. يتعرض المهاجرون واللاجئون على نحو غير متكافئ للاستبعاد والوصم والتمييز. ولتفادي وقوع كارثة، يجب على الحكومات أن تفعل كل ما في وسعها لحماية حقوق وصحة الجميع. إن حماية حقوق وصحة جميع الأشخاص سيساعد في واقع الأمر على السيطرة على انتشار الفيروس، وأنه من الضروري ضمان وصول الجميع- بما في ذلك كافة المهاجرين واللاجئين- على نحو متساوٍ إلى الخدمات الصحية وأن يتم إدراجهم بشكل فعال في خطط الاستجابة الوطنية لفيروس كورونا- بما في ذلك الوقاية والفحص والعلاج. لن يساعد إدراجهم في حماية حقوق اللاجئين والمهاجرين فحسب، بل سيعمل أيضاً على حماية الصحة العامة وتقليل انتشار الفيروس على المستوى العالمي. وفي حين أن العديد من الدول توفر الحماية للاجئين والمهاجرين وتستضيفهم، إلا أنها غالباً ما تكون غير جاهزة للاستجابة للأزمات مثل فيروس كورونا. ولضمان حصول اللاجئين والمهاجرين على الخدمات الصحية الوطنية بشكل كافٍ، قد تحتاج الدول إلى دعم مالي إضافي. وهنا يمكن للمؤسسات المالية العالمية أن تلعب فيه دوراً رائداً في توفير الأموال اللازمة.
وفيما تغلق البلدان حدودها وتحد من التحركات عبر الحدود، دعت المفوضية إلى إيجاد طرق لإدارة القيود المفروضة على الحدود بطريقة تحترم حقوق الإنسان الدولية والمعايير الدولية لحماية اللاجئين- بما في ذلك مبدأ عدم الإعادة القسرية- وذلك من خلال الفحوصات الطبية والحجر الصحي، والتركيز على الحفاظ على الأرواح- بغض النظر عن وضع الأشخاص، كما دعت المفوضية السامية لشؤون اللاجئين إلى اتخاذ نهج دولي متماسك وفعال بحيث لا يتم فيه إغفال أحد. والالتفاف حول هدف مشترك، وهو مكافحة هذا الفيروس المميت، والاستفادة من مهارات وموارد العديد من اللاجئين والنازحين وعديمي الجنسية والمهاجرين التي من شأنها أن تكون أيضاً جزءًا من الحل.

## وقاية اللاجئين من فيروس كورونا المستجد
إن وقاية اللاجئين من فيروس كورونا المستجد من أولويات الأمم المتحدة.وتعتبر صحة النساء والفتيات هي الأولوية في جميع الأوقات في ظل انتشار فيروس كورونا وذلك لما لهن من دور رئيسي بالاعتناء بصحتهن وصحة الآخرين ممن حولهن وتقديم الدعم لكبار السن والأطفال.
وفي ظل تداعيات وآثار الحرب والمعاناة وسوء المعاملة التي تتعرض لها النساء في سوريا، قدم صندوق الأمم المتحدة للسكان وشركاؤه منذ ديسمبر 2019 دعم للمجتمعات المتضررة في سوريا من خلال 67 مساحة آمنة حيث يمكن للنساء والفتيات تلقي الخدمات والمعلومات والدعم النفسي والاجتماعي و15 مركزا للشباب و29 من مرافق رعاية التوليد في حالات الطوارئ و98 من مرافق الرعاية الصحية الأولية و97 عيادة متنقلة.
ويشكل الضغط المتزايد الواقع على النظام الصحي والخطر المستمر للهجمات ضد مرافق الرعاية الصحية تحديا لتقديم خدمات الصحة الجنسية والإنجابية، ولا يزال خطر العنف القائم على النوع الاجتماعي كبيراً.
وتختلف طبيعة المخيمات ومعاييرها على امتداد المنطقة بشكل كبير، فبعضها مجهز بالمياه وسبل النظافة والصرف الصحي على نحو أفضل من بعضها الآخر، كما يقول كارل شنبري المستشار الإعلامي الإقليمي لمنطقة الشرق الأوسط لمجلس اللاجئين النرويجي (NRC):«إن ما يدعو إلى القلق بشكل خاص هو المستوطنات غير الرسمية في لبنان، فهي دون المستوى الطبيعي، وظروفها سيئة جدًّا، وقدرة المقيمين فيها من الوصول إلى الخدمات الطبية والصحية محدودٌ جدًّا».وتصنف منظمة الصحة العالمية خطر الإصابة بفيروس كورونا المستجد في سوريا على أنه «مرتفع جدًّا»، على الرغم من إصرار الحكومة على عدم وجود حالات مؤكدة في البلاد.
تكتسب توعية وتثقيف اللاجئين والنازحين أهمية خاصة؛ لأن الظروف التي اضطروا إلى تحمُّلها وشروط معيشتهم تجعلهم عرضةً بشكل خاص للإصابة بفيروس كورونا المستجد. وبالإضافة إلى الظروف الصحية الكامنة، فأي أمر يؤثر على الجهاز المناعي، كالإجهاد المزمن، وعدم كفاية التغذية، وقلة النوم، شرب الكحوليات والتدخين، قد تترتب عليه نتائج خطيرة على سير المرض.
في حين تقع مسؤولية رعاية اللاجئين في زمن انتشار الوباء على عاتق حكومة البلد المضيف، فإن العاملين في المجال الإنساني يُبدون قلقهم حيال ما قد يحدث للاجئين إذا امتلأت المستشفيات بالمرضى من مواطنيها.
على أرض الواقع، عمدت المفوضية السامية للأمم المتحدة لشؤون اللاجئين، والمجلس النرويجي للاجئين، ومنظمة الصحة العالمية إلى تكثيف توزيع المياه النظيفة والصابون ومعقم اليدين في مخيمات اللجوء في كلٍّ من الأردن ولبنان والعراق، وهي تعمل على نشر معلومات الوقاية. يقول وائل حتاحت، قائد فريق الطوارئ في مكتب منظمة الصحة العالمية في العراق: «إن منظمة الصحة العالمية والسلطات الصحية العراقية تعمل بنشاط في محاولة لتثقيف الناس حول فيروس كورونا المستجد منذ انتشار المرض في ووهان.»، وهو يعتقد أن معظم اللاجئين والنازحين في البلاد لديهم فهمٌ كافٍ لطريقة انتشار الفيروس. ونظرا لضعف نظام الرعاية الصحية في العراق، فإن منظمة الصحة العالمية تركز على الوقاية، في محاولة للحد من عدد الإصابات. فمع وجود عدد كبير من الحالات، لن يتمكن نظام الرعاية الصحية من تحمّل التبعات.

## مخاوف اللاجئون في ألمانيا من فيروس كورونا المستجد
مع ارتفاع المخاوف حول العالم وفي ألمانيا من فيروس كورونا المستجد، ينظر اللاجئون لهذه جائحة بشكل مختلف إذ يعبر هؤلاء عن قلقهم وخوفهم من إصابة أهاليهم في مخيمات اللجوء، وفي مناطق سيطرة النظام السوري، بفيروس كورونا.
وعلى الرغم من خلوا الأرفوف خالية من الأطعمة المعلبة، وأن المعقمات باتت سلعة نادرة بعد انتشار فيروس كورونا حول العالم ونشره الخوف والهلع بين الناس وخاصة بعد إعلان منظمة الصحة العالمية أن كورونا بات جائحة عالمياً. لكن الذي يخيف ويقلق اللاجئين أكثر ليس حول أنفسهم وعائلاتهم في ألمانيا فقط، وإنما حول أهاليهم في بلدهم الأصلي أيضا.
والرغم أن المستشارة الألمانية أنغيلا ميركل توقعت أن يصيب كورونا من 60 إلى 70 في المئة من المواطنين، من بينهم اللاجئون- الذين لا يثير مخاوفهم تفشي المرض في أماكن إقامتهم فقط- بل يعبرون عن خشيتهم من تفشيه بين أهاليهم وأحبائهم في مخيمات اللجوء وفي سوريا، مما يجعل من كورونا هماً جديداً إلى كاهلهم المثقل بالهموم.